# Clube Natação da Amadora
O Clube Natação da Amadora é um clube desportivo português dedicado à prática de natação pura, natação sincronizada, polo aquático, entre outras modalidades. Actualmente disputa a 1ª Divisão Nacional Femininos, e a 2ª Divisão Nacional Masculinos, em natação pura.
O clube foi fundado a 2 de Janeiro de 1981, constituindo-se inicialmente por 45 sócios provenientes de uma cisão do Orquídea Clube da Amadora, com o objectivo de criarem um clube da modalidade na cidade e município da Amadora, criada dois anos antes, em 1979.

## Palmarés

### Natação pura[3]

#### Taça de Portugal de Rendimento
- Época 2005/ 2006
- Época 2006/ 2007
- Época 2007/ 2008

#### Campeonatos Nacionais de Clubes
- 1990/ 1991 Campeão da 4ª Divisão Nacional Masculinos
- 1994/ 1995 Campeão da 3ª Divisão Nacional Femininos
- 1998/ 1999 Campeão da 2ª Divisão Nacional Masculinos
- 1999/ 2000 Campeão da 2ª Divisão Nacional Femininos
- 2003/ 2004 Campeão da 2ª Divisão Nacional Femininos
- 2003/ 2004 Campeão da 1ª Divisão Nacional Masculinos
- 2006/ 2007 Campeão da 1ª Divisão Nacional Femininos
- 2007/ 2008 Campeão da 1ª Divisão Nacional Femininos
- 2009/ 2010 Campeão da 1ª Divisão Nacional Masculinos
- 2010/ 2011 Campeão da 1ª Divisão Nacional Masculinos

### Polo aquático[4]
Podemos considerar a equipa do CNA como um dos históricos portugueses nesta modalidade, tendo conquistado inúmero titulos ao longo da sua história e tendo nos seus quadros um dos melhores jogadores portugueses da história portuguesa Gonçalo Abrunhosa.
No final da época 2013/2014 a modalidade encerrou, tendo a equipa feminina transitado para o Benfica onde permanece até hoje.
Em 2015/2016 a modalidade regressou pelas mãos do treinador João Silva e pelo jogador  e capitão Rúben Lavrador,  e a modalidade esteve em actividade até á época 2021/2022 tendo sido um projeto que foi alvo de dissertações de mestrado fruto da sua gestão financeira autosuficiente, aposta na formação e desenvolvimento desportivo. Neste periodo a equipa senior atingiu diversas vezes os playoffs de promoção mas acabou por falhar sempre o objetivo de regressar á primeira divisão. Neste periodo tambem foi possivel verificar o regresso de um atleta á seleção nacional (sub 20) através de Diogo Lavrador.
A época de 2021/2022 foi a última da modalidade no clube, onde o CNA realizou uma primeira volta invicta onde o treinador foi o ex jogador Bruno Cargaleiro, mas com a Guerra na Ucrania que levou a um aumento dos preços do gás impossibilitou os treinos da equipa, já que o clube não tinha possibilidade de aquecer a piscina, aliado a isso João Silva recuperou tambem o lugar de treinador e a equipa não conseguiu ter qualquer vitória na segunda volta do campeonato.
No final da época a equipa masculina senior bem como as camadas jovens seguiram para o Benfica encerrando assim mais uma vez a modalidade no clube.
Esta segunda vida do CNA foi tambem muito marcante para a modalidade no sul do pais já que o clube foi responsável pela organização de vários torneios promotores da modalidade.

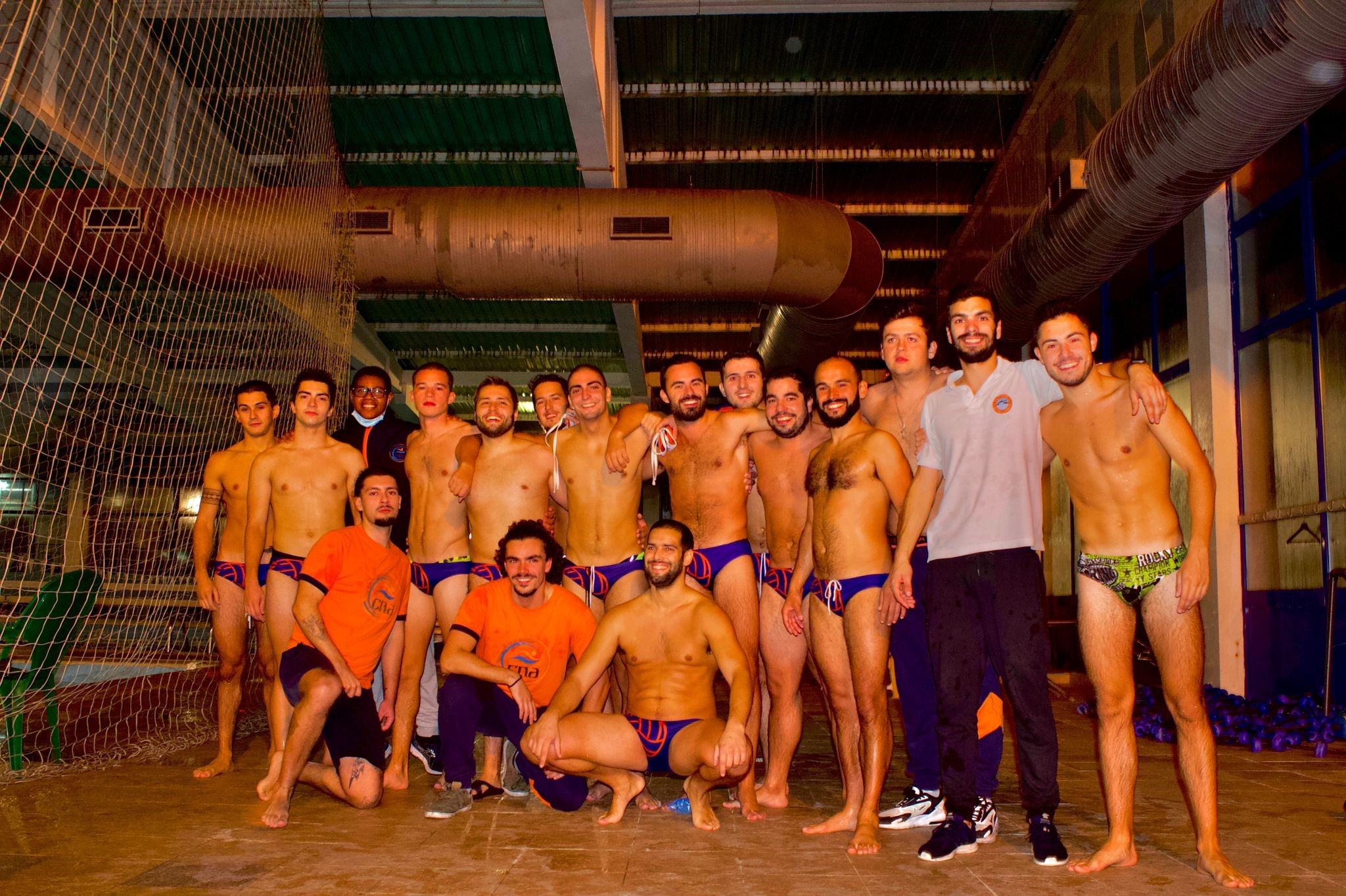
Plantel no inicio de 2021-2022

Plantel Senior Marculino 2021/2022
| 1  | André Varanda        |  |  |  |
| 2  | Francisco Vieira     |  |  |  |
| 3  | Filipe Costa         |  |  |  |
| 4  | João Gil             |  |  |  |
| 5  | Diogo Lavrador       |  |  |  |
| 6  | Sergio Reves         |  |  |  |
| 7  | Rúben Lavrador (Cap) |  |  |  |
| 8  | Rafael Batista       |  |  |  |
| 9  | Pedro Mira           |  |  |  |
| 10 | Miguel Valentim      |  |  |  |
| 11 | Ruben Brigas         |  |  |  |
| 12 | Bruno Silva          |  |  |  |
| 13 | Pedro Almeida        |  |  |  |
| 14 | André Pereira        |  |  |  |
| 15 | Yuri Basarab         |  |  |  |
| 16 | João Flor            |  |  |  |
| 17 | Rodrigo Pereira      |  |  |  |
| 18 | Martim               |  |  |  |

| Treinador (1ª volta) | Bruno Cargaleiro |  |  |
| Treinador (2ª volta) | João Silva       |  |  |
| Adjunto              | João Augusto     |  |  |
| Delegado             | Paula            |  |  |
| Delegado de Campo    | Pinto            |  |  |

#### Supertaça Carlos Meinedo
- 2009/ 2010 - Supercampeão femininos
- 2013/ 2014 - Supercampeão femininos

#### Taça de Portugal
- 2001/ 2002 - Campeão femininos
- 2004/ 2005 - Campeão masculinos
- 2007/ 2008 - Campeão femininos
- 2009/ 2010 - Campeão femininos
- 2010/ 2011 - Campeão femininos

#### Campeonato nacional
- 2001/ 2002 - Campeão da 1ª Divisão Nacional Femininos Séniores
- 2006/ 2007 - Campeão da 1ª Divisão Nacional Masculinos Séniores
- 2010/ 2011 - Campeão da 1ª Divisão Nacional Femininos Séniores
- 2013/ 2014 - Campeão da 1ª Divisão Nacional Femininos Séniores